# Morijio
Morijio (jap. 盛り塩) – kupka soli kuchennej, wedle japońskiego zwyczaju wystawiana przed wejściem do restauracji, sklepów i innych lokali w celu przyciągnięcia klientów. W okres Edo morijio było zazwyczaj spotykane przed domami publicznymi.
Powszechnie uważa się, że zwyczaj ten wywodzi się z pewnej legendy o cesarzu Chin. Cesarz miał 3000 konkubin, które oczekiwały przybycia cesarza w małych chatkach poza pałacem cesarskim. Co noc cesarz wyruszał wozem zaprzężonym w woły, aby odwiedzić jedną z nich. Pewna mądra konkubina wiedząc, że zwierzęta lubią sól, wykorzystała to, aby zwiększyć swoje szanse spotkania z cesarzem. Wół po dotarciu do soli nie dał się żadną siłą odpędzić i cesarz był zmuszony zatrzymać się na noc u mądrej konkubiny.
Mimo że badacze znaleźli ową legendę o cesarzu Chin w starych pismach chińskich, to nie ma żadnych dowodów, jakoby zwyczaj wystawiania soli przed wejściem był szeroko rozpowszechniony w Chinach, co podaje w wątpliwość pochodzenie morijio z tej opowieści. Uznaje się, że zwyczaj ten mógł ewoluować ze zwyczaju morizuna (jap. 盛り砂) oraz z praktyk religijnych, w których wykorzystywano sól i wodorosty.